# Yang Yilin
Yang Yilin (chiń. upr. 杨伊琳; chiń. trad. 楊伊琳; pinyin Yáng Yīlín; ur. 26 sierpnia 1992 lub 1993 w Guangdong) – chińska gimnastyczka, złota oraz dwukrotnie brązowa medalistka olimpijska z Pekinu. W 2007 roku wywalczyła srebrny i brązowy medal na mistrzostwach świata w Stuttgarcie.

## Sukcesy
| Rok  | Zawody               | Miasto    | Miejsce | Konkurencja            | Punktacja |
| ---- | -------------------- | --------- | ------- | ---------------------- | --------- |
| 2007 | Mistrzostwa świata   | Stuttgart | 2       | Wielobój drużynowo     | 183.450   |
| 2007 | Mistrzostwa świata   | Stuttgart | 3       | Ćwiczenia na poręczach | 16.150    |
| 2008 | Igrzyska olimpijskie | Pekin     | 1       | Wielobój drużynowo     | 188.900   |
| 2008 | Igrzyska olimpijskie | Pekin     | 3       | Wielobój indywidualnie | 62.650    |
| 2008 | Igrzyska olimpijskie | Pekin     | 3       | Ćwiczenia na poręczach | 16.650    |
| 2010 | Mistrzostwa świata   | Rotterdam | 3       | Wielobój drużynowo     | 174.781   |